# Halophila okinawensis
Halophila okinawensis är en dybladsväxtart som beskrevs av J.Kuo. Halophila okinawensis ingår i släktet Halophila och familjen dybladsväxter.
Artens utbredningsområde är Nansei-shoto. Inga underarter finns listade.